# 타키가와 타케시
타키가와 타케시(일본어: 瀧川剛史, たきがわ たけし, 1981년 8월 16일 나라현 ~ )는 일본의 언론인이며 NHK 소속의 남성 아나운서이다.

## 생애 및 입사
그는 긴키 대학 부속 고등학교와 와세다 대학 정치경제학부를 졸업하고 2004년에 NHK에 입사했다. 아나운서의 취미는 열대어 감상과 독서이다.
2011년 9월 30일에 남자 아나운서로는 이례적으로 NHK스페셜에서 내레이션을 맡는 등 30대 초반에는 내레이터로 활동했었다. 그는 입사 후 첫 발령지인 NHK 교토 방송국에서 아나운서로써의 시작을 했다. 교토시절에 교토 뉴스 845를 진행하다가 NHK 오키나와 방송국으로 발령을 받았다. 그는 오키나와 시절에 2008년 4월부터 2010년 3월까지 있었다가 2010년 4월 개편에 따라 도쿄도의 NHK 방송 센터의 아나운서실로 옮기면서 활동하고 있다.

## 프로그램 경력
- NHK 뉴스 오하요 일본 1,2부 진행 (2011년 4월 4일 - 2014년 3월)
- NHK 뉴스 845(주말,공휴일) (2014년 4월 - 2015년 3월)
- NHK 수도권 뉴스 645 (2015년 4월 4일 - 2016년 4일 3일)
- NHK 뉴스 12 (정오 기준, 주말과 공휴일) (2015년 4월 4일 - 2016년 4월 3일)
  - 주말,공휴일 오후 1시,오후 3시 저녁 6시 뉴스 겸임
- NHK 뉴스 7 (주말,공휴일)
- NHK 뉴스 12(정오 기준, 월~금 평일,공휴일 제외) (2016년 4월 4일 - 2019년 3월 29일)
  - 오후 1시대, 오후 6시 뉴스 겸임
- NHK 뉴스 7 (서브캐스터, 주말과 공휴일) (2014년 4월 - 2015년 3월、2015년 8월 29일)
  - 뉴스 리더(공휴일을 제외한 월요일 ~ 금요일) (2017년 4월 3일 - 2019년 3월 29일)

## 현재 진행
- NHK 뉴스 7 (메인캐스터, 공휴일을 제외한 월요일 ~ 금요일) (2019년 4월 1일 ~ )